# جيسي ن. فانك
جيسي ن. فانك (بالإنجليزية: Jesse N. Funk)‏ هو عسكري أمريكي، ولد في 20 أغسطس 1888 في نيو هامبتون (ميزوري) في الولايات المتحدة، وتوفي في 21 مارس 1933.